# Georg Christoph von Jaschinski
Georg Christoph von Jaschinski auch Jaschinsky oder Jaschinesky (* vor 1741 in Litthauen; † nach 1787) war ein preußischer Oberst.

## Leben
Georg Christoph war Angehöriger des polnisch-preußischen Adelsgeschlechts Jaschinski bzw. Jasinski.
Jaschinski diente bis 1741 im Infanterieregiment Nr. 21. Der König beförderte und versetzte ihn in diesem Jahr als Rittmeister zur Garde du Corps. In der Schlacht bei Hohenfriedeberg konnte sich Jaschinski in solchem Maße hervortun, dass er umgehend direkt zum Oberstleutnant befördert wurde. Er avancierte weiter zum Oberst und Kommandeur des Regiments, wurde aber am 20. September 1747 als Kommandeur zum Kürassierregiment Nr. 9 versetzt. Im September des Jahres 1750 erhielt Jaschinski seinen Abschied sowie im November desselben Jahres ein Gnadengehalt und die Drostei Orsoy im Herzogtum Kleve. Seinen Lebensabend verbrachte er jedoch wenigstens bis zum Jahre 1787 in Königsberg.
Er war mit einer Tochter eines kaiserlichen Generalfeldmarschalls Freiherr von Roth vermählt, die jedoch vor ihm verstarb.